# ام‌اس آگوستوس (۱۹۵۲)
ام‌اس آگوستوس (۱۹۵۲) (به انگلیسی: MS Augustus (1952)) یک کشتی بود که طول آن 207 m / 681 ft بود. این کشتی در سال ۱۹۵۰ ساخته شد.